# Carex breviculmis
Espèce
Classification phylogénétique
Carex breviculmis est une espèce de plantes du genre Carex et de la famille des Cyperaceae.